# Joop Keesmaat
 (février 2019).
Si vous disposez d'ouvrages ou d'articles de référence ou si vous connaissez des sites web de qualité traitant du thème abordé ici, merci de compléter l'article en donnant les références utiles à sa vérifiabilité et en les liant à la section « Notes et références ».
Pour les articles homonymes, voir Keesmaat.
Joop Keesmaat, né Johannes Hubertus Keesmaat le 17 mars 1943 à Rotterdam,,, est un acteur néerlandais.

## Filmographie

### Cinéma et téléfilms
- 1964 : Majoor Barbara : Stephen Undershaft
- 1993-1998 : les Gravos (Flodder) : Pastoor Busman
- 1996-2001 : Baantjer : Deux rôles (Cees Ramaker et Cor de Wind)
- 1997 : Zeeuws meisje (nl) : Le boucher
- 1998-1999 : Unit 13 : Le prince
- 1999 : Leven en dood van Quidam Quidam (nl) : Le procureur général
- 2001 : Wet & Waan (nl) : Van der Mark
- 2004 : Rozengeur & Wodka Lime (nl) : Lucas van Welsen
- 2004 : De dominee (nl) : Le ministre
- 2004 : Russen (nl) : Cor Philipsen
- 2005 : Geluk (nl) : Monsieur Muller
- 2005 : Grijpstra & de Gier (nl) : Bart Jinpa Lama Douwens
- 2006 : Keyzer & de Boer advocaten : Le docteur Lodewijk van Oeien
- 2006 : Het zwijgen (nl) : Beerta
- 2006 : Juliana, prinses van oranje (nl) : Colijn
- 2006-2009 : Vuurzee (nl) : Le spectateur
- 2008 : Parels & Zwijnen (nl) : L'ange rouge
- 2008 : Ode Ober (nl) : Le serveur
- 2010 : Zonde : Johan Versteeg
- 2010 : Den Uyl en de affaire Lockheed (nl) : Joop den Uyl
- 2011 : Flikken Maastricht : Driek Meertens
- 2011 : In therapie (nl) : Le président du conseil d'administration
- 2011 : The Gang : Le président de la 2e chambre
- 2011 : Alfie le petit loup-garou : Le grand-père loup-garou
- 2012-2013 : Divorce : Aart Bax
- 2013 : Daglicht (nl) : Meneer van Hees
- 2013 : Met Excuses voor het Ongemak : Hoopman
- 2013 : De prooi (nl) : Frits Fentener van Vlissingen
- 2014 : Heer & Meester (nl) : Le père Anselmo
- 2014 : Rust : L'homme
- 2015 : Moordvrouw : Huib Trent
- 2015 : De Affaire (nl) : Hans Elzeboom
- 2015 : Sinterklaasjournaal (nl) : Hendrie Klaassen
- 2016 : Land van Lubbers (nl) : Joop den Uyl
- 2017 : Creda : Otto
- 2017 : Centraal Medisch Centrum (nl) : Menno Wilsen
- 2018 : Flikken Rotterdam (nl) : Hugo van der Schaar